# 2003 في الولايات المتحدة
فيما يلي قوائم الأحداث التي وقعت خلال عام 2003 في الولايات المتحدة.

## أحداث
- 1 يناير – إساءة معاملة السجناء والتعذيب في سجن أبي غريب
- 20 مارس – حرب العراق
- 8 يناير – طيران ميدويست الرحلة 5481
- 1 فبراير – كارثة مكوك الفضاء كولومبيا
- 18 ديسمبر – فيديكس إكسبرس الرحلة 647
- 8 سبتمبر – ألين دي جينيريس شو

## سياسة

### تعيين في المنصب
- 1 يناير – بيل ريتشاردسون حاكم نيومكسيكو [الإنجليزية]‏.
- 1 يناير – جينيفر غرانهولم حاكم ميشيغان [الإنجليزية]‏.
- 1 يناير – روبن كيلي عضو مجلس نواب إلينوي.
- 1 يناير – غابرييل جيفوردز عضو مجلس ولاية أريزونا.
- 1 يناير – فرد سميث عضو مجلس ولاية كارولاينا الشمالية.
- 1 يناير – كيث إليسون عضو مجلس نواب مينيسوتا.
- 1 يناير – ماركو روبيو Majority leader [الإنجليزية]‏.
- 2 يناير – ميت رومني حاكم ماساتشوستس [الإنجليزية]‏.
- 3 يناير – إليزابيث دول عضو مجلس الشيوخ الأمريكي.
- 3 يناير – جاري ميلر عضو مجلس النواب الأمريكي.
- 3 يناير – جون إدوارد سنونو عضو مجلس الشيوخ الأمريكي.
- 3 يناير – جون كلاين عضو مجلس النواب الأمريكي.
- 3 يناير – ستيف باير عضو مجلس النواب الأمريكي.
- 3 يناير – لامار ألكسندر عضو مجلس الشيوخ الأمريكي.
- 3 يناير – ليندسي غراهام عضو مجلس الشيوخ الأمريكي.
- 3 يناير – مارك بريور عضو مجلس الشيوخ الأمريكي.
- 3 يناير – مارك ساودر عضو مجلس النواب الأمريكي.
- 3 يناير – مارك كينيدي عضو مجلس النواب الأمريكي.
- 3 يناير – مايك بنس عضو مجلس النواب الأمريكي.
- 3 يناير – مايك ميشود عضو مجلس النواب الأمريكي.
- 3 يناير – هاوراد بيرمان عضو مجلس النواب الأمريكي.
- 6 يناير – جان بريور وزير خارجية أريزونا [الإنجليزية]‏.
- 6 يناير – جانيت نابوليتانو حاكم ولاية أريزونا  [لغات أخرى]‏.
- 6 يناير – جيم دويل حاكم ولاية ويسكونسن [الإنجليزية]‏.
- 6 يناير – ديف فرودنثال حاكم وايومنغ  [لغات أخرى]‏.
- 7 يناير – دونالد كارسييري حاكم رود آيلاند [الإنجليزية]‏.
- 7 يناير – مايك روندز حاكم داكوتا الجنوبية [الإنجليزية]‏.
- 8 يناير – جون بالداتشي حاكم مين [الإنجليزية]‏.
- 9 يناير – جيم دوغلاس حاكم فيرمونت [الإنجليزية]‏.
- 13 يناير – براد هنري حاكم أوكلاهوما [الإنجليزية]‏.
- 13 يناير – تيد كولونجوسكي حاكم ولاية أوريغون [الإنجليزية]‏.
- 13 يناير – سوني بيردو حاكم جورجيا [الإنجليزية]‏.
- 13 يناير – كاثلين سيبيليوس حاكم كانساس [الإنجليزية]‏.
- 15 يناير – مارك سانفورد حاكم كارولينا الجنوبية [الإنجليزية]‏.
- 15 يناير – مايكل ستيل نائب حاكم ماريلاند [الإنجليزية]‏.
- 18 يناير – فيل بريديسين حاكم تينيسي [الإنجليزية]‏.
- 21 يناير – إد ريندل حاكم ولاية بنسلفانيا [الإنجليزية]‏.
- 24 يناير – توم ريدج وزير الأمن الداخلي الأمريكي.
- 15 يوليو – سكوت ماكليلان السكرتير الصحفي للبيت الأبيض.
- 1 أكتوبر – جوردون إنجلاند الأمين العام.
- 17 أكتوبر – جورج وليام كيسي جونيور نائب رئيس أركان جيش الولايات المتحدة [الإنجليزية]‏.
- 17 نوفمبر – أرنولد شوارزنيجر حاكم كاليفورنيا.
- 9 ديسمبر – إرنست لي فلتشر حاكم كنتاكي [الإنجليزية]‏.

### انتهاء فترة المنصب
- 1 يناير – توم جونسون عضو مجلس نواب إلينوي.
- 1 يناير – جون إنجلر حاكم ميشيغان [الإنجليزية]‏.
- 1 يناير – جينيفر غرانهولم المدعي العام لميشيغان [الإنجليزية]‏.
- 1 يناير – غابرييل جيفوردز عضو مجلس نواب أريزونا.
- 1 يناير – غاري جونسون حاكم نيومكسيكو [الإنجليزية]‏.
- 3 يناير – بوب بار عضو مجلس النواب الأمريكي.
- 3 يناير – جاري ميلر عضو مجلس النواب الأمريكي.
- 3 يناير – جون إدوارد سنونو عضو مجلس النواب الأمريكي.
- 3 يناير – ستروم ثورموند عضو مجلس الشيوخ الأمريكي.
- 3 يناير – ستيف باير عضو مجلس النواب الأمريكي.
- 3 يناير – ستيف كينغ عضو مجلس ولاية آيوا.
- 3 يناير – سينثيا ماكيني عضو مجلس النواب الأمريكي.
- 3 يناير – فريد تومبسون عضو مجلس الشيوخ الأمريكي.
- 3 يناير – ليندسي غراهام عضو مجلس النواب الأمريكي.
- 3 يناير – مارك ساودر عضو مجلس النواب الأمريكي.
- 3 يناير – مارك كينيدي عضو مجلس النواب الأمريكي.
- 3 يناير – ماكس كليلاند عضو مجلس الشيوخ الأمريكي.
- 3 يناير – مايك ميشود عضو مجلس ولاية مين.
- 3 يناير – هاوراد بيرمان عضو مجلس النواب الأمريكي.
- 6 يناير – جان دي هال حاكم ولاية أريزونا  [لغات أخرى]‏.
- 6 يناير – جيسي فنتورا حاكم مينيسوتا [الإنجليزية]‏.
- 8 يناير – هوارد دين حاكم فيرمونت [الإنجليزية]‏.
- 9 يناير – جيم دوغلاس Vermont State Treasurer [الإنجليزية]‏.
- 13 يناير – كاثلين سيبيليوس Kansas Insurance Commissioner [الإنجليزية]‏.
- 15 يناير – كاثلين كينيدي تاونسند نائب حاكم ماريلاند [الإنجليزية]‏.
- 24 يناير – توم ريدج مستشار الأمن الداخلي.
- 24 يناير – جوردون إنجلاند الأمين العام.
- 11 يونيو – اريك شينسكي رئيس أركان جيش الولايات المتحدة.
- 15 يوليو – آري فلايشر السكرتير الصحفي للبيت الأبيض.
- 5 نوفمبر – مايكل أوكرلوند ليفيت حاكم يوتا  [لغات أخرى]‏.
- 13 ديسمبر – ميل مارتينيز وزير الإسكان والتنمية المدنية (الولايات المتحدة).
- 15 ديسمبر – جيمس كومي محامي الولايات المتحدة للمنطقة الجنوبية من نيويورك [الإنجليزية]‏.

## رياضة
- 1 يناير – أمريكا المفتوحة 2003
- 1 يناير – كأس الأساتذة للتنس 2003
- 28 سبتمبر – جائزة الولايات المتحدة الكبرى 2003 الفائز مايكل شوماخر.

## ظهور
- 1 يناير – بوسيكات دولز
- 1 يناير – دبليو دبليو إي ديفا سيرش
- 1 يناير – فار إيست موفمينت
- 1 يناير – لودو

## أفلام
من الأفلام التي صدرت هذه السنة في الولايات المتحدة:
- 1 يناير – 21 غرام من إخراج أليخاندرو غونزاليز إيناريتو.
- 1 يناير – آب تاون جيرلز من إخراج بوعز ياكين [الإنجليزية]‏.
- 1 يناير – أطراف أصابع القدم من إخراج ماثيو برايت.
- 1 يناير – جزيرة الأحلام المفقودة من إخراج روبرت رودريغيز.
- 1 يناير – أليكس وإيما من إخراج روب راينر.
- 1 يناير – أنا ديفيد من إخراج بول فيغ.
- 1 يناير – اعترافات عقلية خطيرة من إخراج جورج كلوني.
- 1 يناير – اقتل بيل الجزء 1 من إخراج كوينتن تارانتينو.
- 1 يناير – الأخوات بانغر من إخراج بوب دولمان.
- 1 يناير – الأنيماتريكس من إخراج بيتر تشونغ، Mahiro Maeda [الإنجليزية]‏، Shinichirō Watanabe [الإنجليزية]‏، كوجي موريموتو، تاكيشي كويكي، Yoshiaki Kawajiri [الإنجليزية]‏.
- 1 يناير – التكيف من إخراج سبايك جونز.
- 1 يناير – الجانب البعيد عن الوطن من إخراج بيتر وير (مخرج).
- 1 يناير – الساعات من إخراج ستيفن دالدري.
- 1 يناير – الفتاة ذات القرط اللؤلؤي من إخراج بيتر ويبر.
- 1 يناير – القط في القبعة من إخراج بو ويلش.
- 1 يناير – المبرد من إخراج واين كرامر (مخرج).
- 1 يناير – المجند من إخراج روجر دونالدسون.
- 1 يناير – المحاصرون من إخراج Luis Mandoki [الإنجليزية]‏.
- 1 يناير – المهمة الإيطالية من إخراج إف غاري غراي.
- 1 يناير – إل.اي.إي من إخراج مايكل كويستا.
- 1 يناير – باتمان:لغز المرأة الوطواط من إخراج كورت غيدا  [لغات أخرى]‏.
- 1 يناير – بسيك من إخراج جون مكتيرنان.
- 1 يناير – بيج فيش من إخراج تيم برتون.
- 1 يناير – جريمة قتل هوليوودية من إخراج رون شيلتون.
- 1 يناير – جيبرز كريبرز 2 من إخراج فيكتور سالفا.
- 1 يناير – حياة أو شيء ما مثلها من إخراج Stephen Herek [الإنجليزية]‏.
- 1 يناير – خارج الحدود من إخراج مارتن كامبل.
- 1 يناير – ديكي روبرتس: النجم السابق الطفل من إخراج سام ويزمان [الإنجليزية]‏.
- 1 يناير – ذا كوايت أميركان من إخراج فيليب نويس.
- 1 يناير – رجال عود الثقاب من إخراج ريدلي سكوت.
- 1 يناير – زجاج مكسر من إخراج بيلي راي.
- 1 يناير – سكورشيد من إخراج Gavin Grazer ‏.
- 1 يناير – سوات من إخراج كلارك جونسون.
- 1 يناير – عامل المحطة من إخراج توماس مكارثي.
- 1 يناير – عذراء من إخراج Deborah Kampmeier [الإنجليزية]‏.
- 1 يناير – عن شميدت من إخراج ألكسندر باين.
- 1 يناير – عهد النار من إخراج روب بومان.
- 1 يناير – غدا قد يأتي وقد لا يأتي من إخراج Nikkhil Advani [الإنجليزية]‏.
- 1 يناير – فخ الطاقة من إخراج بول ديفلين.
- 1 يناير – في الجحيم من إخراج رينغو لام.
- 1 يناير – في الجرح من إخراج جين كامبيون.
- 1 يناير – قزم من إخراج جون فافرو.
- 1 يناير – قطع من أبريل من إخراج بيتر هيدجيز.
- 1 يناير – لارا كروفت تومب رايدر: مهد الحياة من إخراج جان دي بونت.
- 1 يناير – لوني تونز: باك إن أكشن من إخراج جو دانتي.
- 1 يناير – معركة مرتفعات شاكر من إخراج كايل رانكين، Efram Potelle [الإنجليزية]‏.
- 1 يناير – ملائكة تشارلي: خنق كامل من إخراج ماك جي.
- 1 يناير – هاوس أوف ذا ديد من إخراج ياو بول.
- 1 يناير – وحش من إخراج باتي جنكينز.
- 1 يناير – وصمة عار إنسان من إخراج روبرت بنتون.
- 8 يناير – متزوجان للتو من إخراج شون ليفي.
- 27 يناير – كيف تخسرين رجلا في 10 أيام من إخراج دونالد بيتري (ممثل).
- 30 يناير – الوجهة النهائية 2 من إخراج دايفيد إليس.
- 31 يناير – القاموس النائم من إخراج Guy Jenkin [الإنجليزية]‏.
- 9 فبراير – ديردفيل من إخراج مارك جونسون (كاتب).
- 22 فبراير – ماي بيغ فات غريك ويدنغ من إخراج جويل زويك [الإنجليزية]‏.
- 5 مارس – إدارة الغضب من إخراج بيتر سيجال.
- 7 مارس – إسقاط المنزل من إخراج آدم شانكمان.
- 14 مارس – العميل كودي بانكس من إخراج Harald Zwart [الإنجليزية]‏.
- 1 يناير – قطع من أبريل من إخراج بيتر هيدجيز.
- 4 أبريل – مان أبارت من إخراج إف غاري غراي.
- 18 أبريل – حفر من إخراج أندرو دايفيز.
- 1 مايو – إكس 2 من إخراج براين سينجر.
- 15 مايو – الماتريكس 2 من إخراج ليلي وتشاوسكي [الإنجليزية]‏، لانا وتشاوسكي [الإنجليزية]‏.
- 23 مايو – بروس الخارق من إخراج توم شاديك [الإنجليزية]‏.
- 23 مايو – نهر غامض من إخراج كلينت إيستوود.
- 30 مايو – لفة خاطئة من إخراج روب شميت.
- 3 يونيو – سريع جدا غاضب جدا من إخراج ديريك هاس (كاتب)، جون سينغلتون.
- 13 يونيو – عندما التقى هاري بلويد من إخراج تروي ميلر.
- 2 يوليو – تيرميناتور 3: نهوض الآلات من إخراج Jonathan Mostow [الإنجليزية]‏.
- 9 يوليو – قراصنة الكاريبي: لعنة اللؤلؤة السوداء من إخراج غور فيربينسكي.
- 18 يوليو – فتيان أشقياء 2 من إخراج مايكل بي.
- 22 يوليو – سيبيسكيت من إخراج غاري روس.
- 1 أغسطس – زواج أمريكي من إخراج جيسي ديلان.
- 6 أغسطس – الجمعة العجيبة من إخراج مارك ووترز.
- 7 أغسطس – باربرشوب من إخراج تيم ستوري [الإنجليزية]‏.
- 13 أغسطس – فريدي ضد جايسون من إخراج روني يو.
- 29 أغسطس – ضائع في الترجمة من إخراج صوفيا كوبولا.
- 29 أغسطس – فريدا من إخراج جوليا تيمور.
- 8 سبتمبر – 8 أميال من إخراج كورتيس هانسون.
- 9 سبتمبر – مدرسة الروك من إخراج ريتشارد لينكليتر.
- 10 سبتمبر – كبينة الهاتف من إخراج جويل شوماخر.
- 12 سبتمبر – أنتون فيشر من إخراج دنزل واشنطن.
- 12 سبتمبر – في قديم الزمان في المكسيك من إخراج روبرت رودريغيز.
- 22 سبتمبر – ذا رانداون من إخراج بيتر بيرغ.
- 2 أكتوبر – الحلقة من إخراج غور فيربينسكي.
- 17 أكتوبر – مجزرة منشار تكساس من إخراج ماركوس نيسبل [الإنجليزية]‏.
- 21 أكتوبر – جاك آس: الفيلم من إخراج جيف تريمين.
- 22 أكتوبر – السفينة الشبح من إخراج ستيف بيك.
- 5 نوفمبر – الماتريكس 3 من إخراج ليلي وتشاوسكي [الإنجليزية]‏، لانا وتشاوسكي [الإنجليزية]‏.
- 8 نوفمبر – بعيدا عن الجنة من إخراج تود هينز.
- 13 نوفمبر – جوثيكا من إخراج ماتيو كازافيتش.
- 14 نوفمبر – الحب الحقيقي من إخراج ريتشارد كورتيس.
- 22 نوفمبر – الساموراي الأخير من إخراج إدورد زويك.
- 22 نوفمبر – بيتر بان من إخراج بول جون هوغان.
- 22 نوفمبر – نادي الإمبراطور من إخراج مايكل هوفمان.
- 24 نوفمبر – عسل من إخراج Bille Woodruff [الإنجليزية]‏.
- 26 نوفمبر – سانتا الشرير من إخراج تيري زويجوف.
- 1 ديسمبر – سيد الخواتم: عودة الملك من إخراج بيتر جاكسون.
- 10 ديسمبر – شيكاغو من إخراج روب مارشال.
- 13 ديسمبر – خادمة في مانهاتن من إخراج واين وانغ.
- 16 ديسمبر – أمسكني لو استطعت من إخراج ستيفن سبيلبرغ.
- 18 ديسمبر – إشعار لمدة أسبوعين من إخراج مارك لورانس (مخرج).
- 19 ديسمبر – ابتسامة الموناليزا من إخراج مايك نيويل.
- 19 ديسمبر – الساعة 25 من إخراج سبايك لي.
- 20 ديسمبر – عصابات نيويورك من إخراج مارتن سكورسيزي.
- 25 ديسمبر – الجبل البارد من إخراج أنتوني مانغيلا.
- 25 ديسمبر – تشيبر باي ذا دزن من إخراج شون ليفي.

## برامج ومسلسلات وأنمي
- فيوتشوراما
- كينغ أوف ذا هيل
- دار الفار
- بسبسبوبي
- ستارغيت إنفينيتي

## موسيقى

### أغاني
من الأغاني التي صدرت هذه السنة في الولايات المتحدة:
- 1 يناير – سوبرمان من غناء إمينيم.
- 25 فبراير – غني للحظة من غناء إمينيم.
- 1 مايو – مجنون في الحب من غناء بيونسيه، جي-زي.
- 28 يوليو – بريذ من غناء بلو كانتريل.
- 1 أغسطس – بيبي بوي من غناء بيونسيه.
- 14 أكتوبر – أنا ضد الموسيقى من غناء مادونا.

## كتب
من الكتب التي صدرت هذه السنة في الولايات المتحدة:
- 1 يناير – أساتذة الهلاك من تأليف دايفيد كوشنر.
- 1 يناير – الكتاب المقدس وكشف مصادره من تأليف ريتشارد إليت فريدمان.
- 1 يناير – امرأة المسافر عبر الزمان من تأليف أودري نيفينيغر.
- 1 يناير – يا رجل أين بلدي؟ من تأليف مايكل مور.
- 4 مارس – لعبة المواعدة من تأليف دانيال ستيل.
- 1 أبريل – شيفرة دا فينشي من تأليف دان براون.
- 29 مايو – عداء الطائرة الورقية من تأليف خالد حسيني.
- 3 يونيو – غروب في الريفيرا الفرنسية من تأليف دانيال ستيل.
- 1 يوليو – الملاك الحارس من تأليف دانيال ستيل.
- 26 أغسطس – إيراغون من تأليف كريستوفر باوليني.
- 1 نوفمبر – مرفأ الأمان من تأليف دانيال ستيل.
- 1 نوفمبر – هرمجدون من تأليف Tim LaHaye [الإنجليزية]‏، جيري بي. جنكينز.

## مواليد

### يناير
- 4 يناير – جيدين ليبرهير ممثل أمريكي.

### فبراير
- 4 فبراير – كيلا كينيدي ممثلة أمريكية.

### مارس
- 12 مارس – مالينا ويسمان

### يونيو
- 1 يونيو – إمجاي أنتوني ممثل أمريكي.

### أغسطس
- 18 أغسطس – ماكس تشارلز
- 28 أغسطس – كوفينزانيه واليس ممثلة أمريكية.

### سبتمبر
- 3 سبتمبر – جاك ديلان غرازر ممثل من الولايات المتحدة الأمريكية.

### ديسمبر
- 22 ديسمبر – نيل سيثي

## وفيات

### يناير
- 1 يناير – رويس دي أبلغيت (مواليد 1939) ممثل أمريكي.
- 15 يناير – روبرت جون برايدوود (مواليد 1907)
- 17 يناير – ريتشارد كرينا (مواليد 1926)
- 18 يناير – إد فرحات (مواليد 1924) مصارع محترف من الولايات المتحدة الأمريكية.
- 29 يناير – هارولد كيلي (مواليد 1921) عالم نفس أمريكي.

### فبراير
- 1 فبراير – ديفيد ماكدويل براون (مواليد 1956) رائد فضاء أمريكي.
- 1 فبراير – ريتشارد ادموند ينج (مواليد 1918) سياسي من الولايات المتحدة الأمريكية.
- 1 فبراير – ريك هزبند (مواليد 1957) رائد فضاء أمريكي.
- 1 فبراير – لوريل كلارك (مواليد 1961)
- 1 فبراير – مايكل فيليب أندرسون (مواليد 1959) رائد فضاء أمريكي.
- 1 فبراير – ويليام ماكول (مواليد 1961) رائد فضاء أمريكي.
- 3 فبراير – لانا كلاركسون (مواليد 1962)
- 8 فبراير – وليام لويس كولبيرتسون (مواليد 1929)
- 10 فبراير – روبرت ميلر (مواليد 1916)
- 10 فبراير – رون زيغلر (مواليد 1939) سياسي من الولايات المتحدة الأمريكية.
- 10 فبراير – كلارك ماكجريجور (مواليد 1922) سياسي أمريكي.
- 10 فبراير – كيرت هينينج (مواليد 1958) مصارع محترف من الولايات المتحدة الأمريكية.
- 12 فبراير – كيمونز ويلسون (مواليد 1913)
- 13 فبراير – والت ويتمان روستو (مواليد 1916)
- 16 فبراير – فرانكي كوفيلي (مواليد 1913)
- 19 فبراير – جيمس هاردي (مواليد 1918)
- 20 فبراير – أورفيل فريمان (مواليد 1918) سياسي أمريكي.
- 21 فبراير – كيفن أوشي (مواليد 1925) لاعب كرة سلة أمريكي.
- 26 فبراير – جوني سيباستيان (مواليد 1921) لاعب كرة سلة أمريكي.
- 27 فبراير – فريد روجرز (مواليد 1928)

### مارس
- 16 مارس – راشيل كوري (مواليد 1979) ناشطة أمريكية للسلام.
- 26 مارس – دانيال باتريك موينيهان (مواليد 1927) سياسي أمريكي.
- 28 مارس – روبرت كرادوك (مواليد 1923) لاعب كرة قدم من الولايات المتحدة الأمريكية.
- 30 مارس – مايكل جتير (مواليد 1952) ممثل أمريكي.

### أبريل
- 3 أبريل – آرثر جايتون (مواليد 1919) عالم وظائف أعضاء من الولايات المتحدة الأمريكية.
- 4 أبريل – أنتوني كاروسو (مواليد 1916)
- 4 أبريل – بول راي سميث (مواليد 1969) جندي من الولايات المتحدة الأمريكية.
- 6 أبريل – أنيتا بورغ (مواليد 1949) عالِمة حاسوب من الولايات المتحدة الأمريكية.
- 21 أبريل – نينا سيمون (مواليد 1933)
- 23 أبريل – أوستن رايت (مواليد 1922) كاتب أمريكي.
- 23 أبريل – جيم براون (مواليد 1930) لاعب كرة سلة أمريكي.
- 28 أبريل – إيرا هيرسكويتز (مواليد 1946)

### مايو
- 3 مايو – سوزي باركر (مواليد 1932)
- 3 مايو – غلين كولر (مواليد 1927) مهندس أمريكي.
- 9 مايو – كارمن فيلبي (مواليد 1923)
- 11 مايو – مقتل ساكيا غان (مواليد 1987)
- 14 مايو – آل فليمينغ (مواليد 1954) لاعب كرة سلة من الولايات المتحدة الأمريكية.
- 14 مايو – ديف ديبوشير (مواليد 1940)
- 15 مايو – جون كارتر (مواليد 1929)
- 25 مايو – ريتشارد جاردنر (مواليد 1931)
- 29 مايو – أنتوني فريدريك (مواليد 1964) لاعب كرة سلة أمريكي.
- 31 مايو – هال هاسكينز (مواليد 1924) لاعب كرة سلة أمريكي.

### يونيو
- 2 يونيو – ديك كوزاك (مواليد 1925) ممثل أمريكي.
- 10 يونيو – دونالد ريغان (مواليد 1918)
- 11 يونيو – ديفيد برينكلي (مواليد 1920) صحفي أمريكي.
- 12 يونيو – غريغوري بيك (مواليد 1916) ممثل أمريكي.
- 13 يونيو – روبرت غود (مواليد 1922) طبيب أمريكي.
- 19 يونيو – بلدينغ شريبنر (مواليد 1921) طبيب من الولايات المتحدة الأمريكية.
- 20 يونيو – فيلدر كوك (مواليد 1923)
- 22 يونيو – جون مانديتس (مواليد 1919) لاعب كرة سلة أمريكي.
- 26 يونيو – ستروم ثورموند (مواليد 1902) سياسي أمريكي.
- 29 يونيو – كاثرين هيبورن (مواليد 1907)
- 30 يونيو – بادي هاكيت (مواليد 1924)

### يوليو
- 2 يوليو – نجيب حلبي (مواليد 1915) رجل أعمال من الولايات المتحدة الأمريكية.
- 4 يوليو – باري وايت (مواليد 1944)
- 6 يوليو – بادي إبسن (مواليد 1908)
- 22 يوليو – هامر اتش بادج (مواليد 1910) سياسي أمريكي.
- 28 يوليو – فرانك كراوفورد (مواليد 1923) فيزيائي أمريكي.
- 31 يوليو – فريدريك كوفين (مواليد 1943) ممثل أمريكي.

### أغسطس
- 4 أغسطس – فردريك روبنز (مواليد 1916)
- 8 أغسطس – مارثا تشيس (مواليد 1927) عالمة أمريكية.
- 29 أغسطس – هربرت أبرامز (مواليد 1920) رسام من الولايات المتحدة الأمريكية.
- 30 أغسطس – تشارلز برونسون (مواليد 1921)
- 31 أغسطس – دونالد ديفيدسن (مواليد 1917) فيلسوف أمريكي.

### سبتمبر
- 1 سبتمبر – راند بروكس (مواليد 1918)
- 8 سبتمبر – جريجوري هاينز (مواليد 1946)
- 11 سبتمبر – مات مازا (مواليد 1923) لاعب كرة سلة من الولايات المتحدة الأمريكية.
- 12 سبتمبر – جوني كاش (مواليد 1932)
- 20 سبتمبر – إيرني كالفرلي (مواليد 1924)
- 20 سبتمبر – جوردون ميتشيل (مواليد 1923)
- 20 سبتمبر – ستانلي ففارا (مواليد 1949) ممثل أمريكي.
- 24 سبتمبر – لايل بيتجر (مواليد 1915)
- 25 سبتمبر – جورج بليمبتون (مواليد 1927)
- 27 سبتمبر – دونالد أوكونور (مواليد 1925)
- 28 سبتمبر – ألثيا جيبسون (مواليد 1927) لاعبة كرة مضرب من الولايات المتحدة.
- 28 سبتمبر – كورك هوبرت (مواليد 1952) ممثل أمريكي.
- 30 سبتمبر – روبرت كارداشيان (مواليد 1944)

### أكتوبر
- 2 أكتوبر – جون توماس دنلوب (مواليد 1914) سياسي أمريكي.
- 5 أكتوبر – تيموثي تريدويل (مواليد 1957) مخرج أفلام من الولايات المتحدة الأمريكية.
- 12 أكتوبر – ويلي شوميكر (مواليد 1931)
- 20 أكتوبر – جاك إلام (مواليد 1920) ممثل أمريكي.
- 21 أكتوبر – إليوت سميث (مواليد 1969)
- 23 أكتوبر – كيفن ماجي (مواليد 1959) لاعب كرة سلة أمريكي.
- 28 أكتوبر – ماري مينارد دالي (مواليد 1921) عالمة كيمياء حيوية من الولايات المتحدة الأمريكية.

### نوفمبر
- 4 نوفمبر – فيليب سلون (مواليد 1907) لاعب كرة قدم أمريكي.
- 6 نوفمبر – كراش هولي (مواليد 1971) مصارع محترف من الولايات المتحدة الأمريكية.
- 9 نوفمبر – آرت كارني (مواليد 1918) ممثل أمريكي.
- 12 نوفمبر – جوناثان برانديس (مواليد 1976)
- 17 نوفمبر – دون غيبسون (مواليد 1928) موسيقي أمريكي.
- 18 نوفمبر – مايكل كامن (مواليد 1948) موسيقي أمريكي.
- 29 نوفمبر – نورمان بيرتون (مواليد 1923) ممثل أمريكي.

### ديسمبر
- 3 ديسمبر – إلين درو (مواليد 1915)
- 8 ديسمبر – نيلسون بوب (مواليد 1924) لاعب كرة سلة أمريكي.
- 17 ديسمبر – أوتو غراهام (مواليد 1921)
- 22 ديسمبر – جورج باترسون (مواليد 1939) لاعب كرة سلة أمريكي.
- 26 ديسمبر – غيل بيشوب (مواليد 1922) لاعب كرة سلة أمريكي.